# Склерофітні чагарники Ла-Кости
Склерофітні чагарники Ла-Кости (ідентифікатор WWF: NT1309) — неотропічний екорегіон пустель і склерофітних чагарників, розташований на півночі Венесуели.

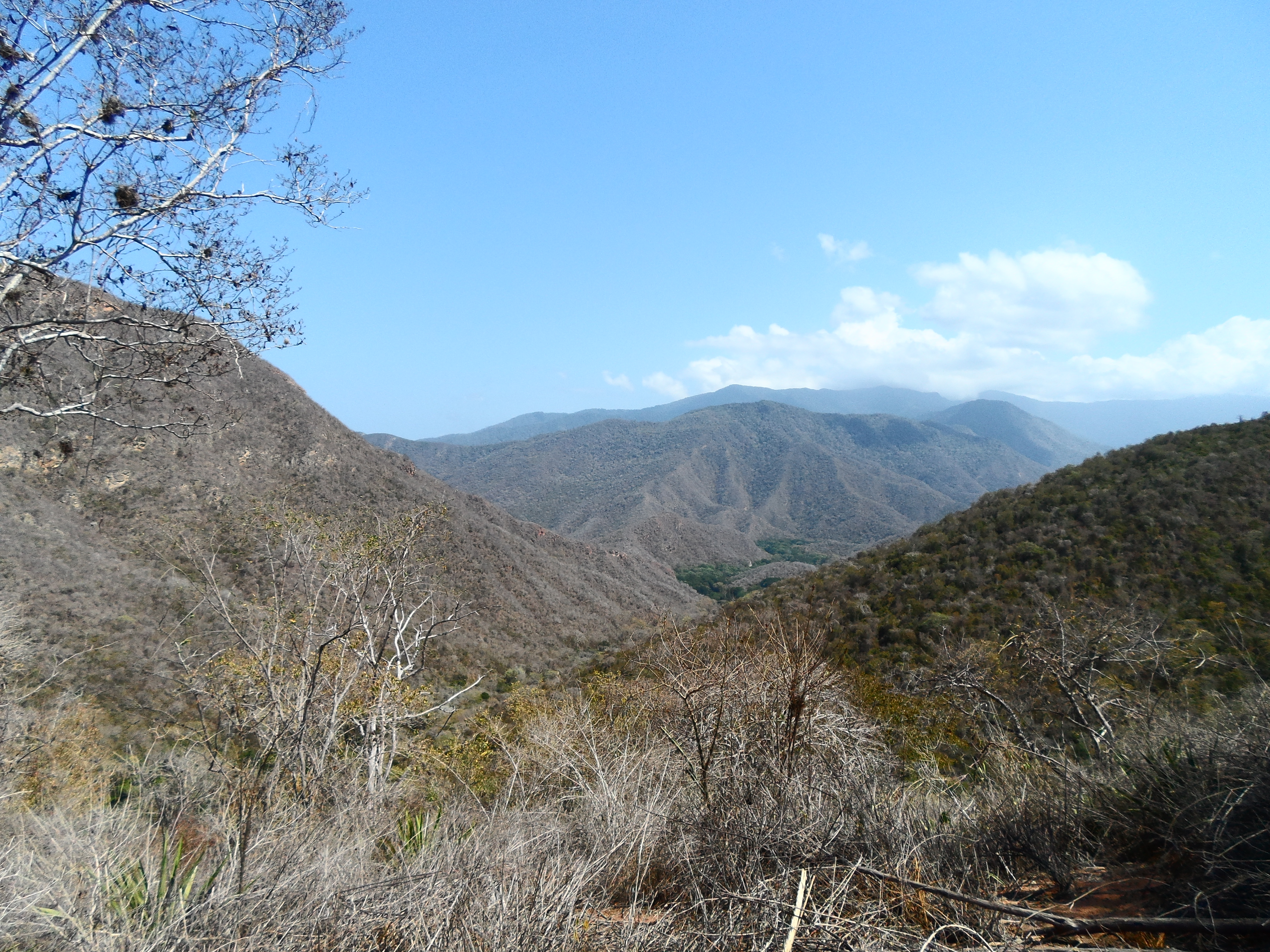
Ландшафт Національного парку Анрі Піттьє

## Географія
Екорегіон склерофітних чагарників простягається на 775 км із заходу на схід уздовж узбережжя Карибського моря на півночі Венесуели, від штату Яракуй на заході до штату Сукре на сході. На півночі регіону розташована столиця та найбільше місто Венесуели Каракас, у якому проживає понад 3 мільйони людей.
Рельєф регіону представлений горбистими рівнинами та долинами, над якими підіймаються ізольовані гірські масиви Венесуельського Прибережного хребта або Кордильєри-де-ла-Кости. На висоті понад 1000 м над рівнем моря в горах склерофітні чагарники регіону переходять у гірські ліси Кордильєри-де-ла-Кости. На заході екорегіон переходить у сухі ліси Лари та Фалькону, на північному сході — у склерофітні чагарники Араї та Парії, на сході — у заболочені ліси дельти Ориноко, а на півдні — у савани Льяносу. Уздовж узбережжя екорегіону зустрічаються піщані пляжі та лагуни, а також ділянки мангрових лісів, які є частиною екорегіону венесуельських мангрів.

## Клімат
На більшій частині екорегіону переважає саванний клімат (Aw за класифікацією кліматів Кеппена). Середньорічна температура тут становить 28 °C, а середньорічна кількість опадів коливається від 300 до 1000 мм.

## Флора
У посушливих долинах, на висоті до 200 м над рівнем моря, поширені густі, колючі склерофітні чагарники заввишки 3-8 м, у яких домінують представники родин Кактусові (Cactaceae), Бобові (Fabaceae) та Каперцеві (Capparaceae). У густих колючих лісах регіону переважають куманські буррерії (Bourreria cumanensis), дубильні цезальпінії (Libidibia coriaria), пухирчасті цезальпінії (Caesalpinia vesicaria), шестигранні цереуси (Cereus hexagonus), пало-пінто (Chloroleucon mangense), гіллясті кокколоби (Coccoloba ramosisissima), списоголові морісорії (Morisonia hastata), сонорську пало-верде (Parkinsonia praecox), дерева гуамачо (Leuenbergeria guamacho), жовті піптадентії (Piptadenia flava), китицецвіті мескіти (Neltuma juliflora), великоколючкові акації (Vachellia macracantha), покручені акації (Vachellia tortuosa) та ксилосми Бентема (Xylosma benthamii), а також різні види еритроксилумів (Erythroxylum spp.), жакіній (Jacquinia spp.) та мімоз (Mimosa spp.).
По всьому екорегіону зустрічаються ділянки саван, у яких переважають високі трави, чагарники та пальми. Серед видів, поширених у саванах Ла-Кости, слід відзначити золотистий килимник (Axonopus aureus), північну боудіхію (Bowdichia virgilioides), дерево нансе (Byrsonima crassifolia), лісову казеарію (Casearia sylvestris), розу-амарілло (Cochlospermum vitifolium), лікарську копайбу (Copaifera officinalis), дике кеш'ю (Curatella americana), дрібнолисту годманію (Godmania aesculifolia), вовнисту антенантію (Anthenantia lanata), щиткову полікарпею (Polycarpaea corymbosa), колосистий шорсткоборідник (Trachypogon spicatus) та венесуельську вошизію (Vochysia venezuelana), а також ендемічні спермакоції Арістегієти (Spermacoce aristeguietiana) і стілпнопаппуси Піттьє (Stilpnopappus pittieri) та різні види бородачників (Andropogon spp.), волосистих осок (Bulbostylis spp.), дзьобонасінників (Rhynchospora spp.) та проса (Panicum spp.). У трав'янистих саванах на заході екорегіону поширені золотисті килимники (Axonopus aureus), північні боудіхії (Bowdichia virgilioides), дикі кеш'ю (Curatella americana), вовнисті антенантії (Anthenantia lanata), колосисті шорсткоборідники (Trachypogon spicatus) та різні види двоколосників (Paspalum spp.).

## Фауна
Серед великих ссавців, поширених в екорегіоні, слід відзначити південноамериканського тапіра (Tapirus terrestris), венесуельського білохвостого оленя (Odocoileus virginianus gymnotis), американську мазаму (Mazama americana), амазонійську мазаму (Mazama nemorivaga), ошийникового пекарі (Dicotyles tajacu), буру коату (Ateles hybridus), ведмежого ревуна (Alouatta arctoidea), а також пуму (Puma concolor) та ягуара (Panthera onca), найбільших хижаків Венесуели. Серед менших ссавців, що зустрічаються в регіоні, слід відзначити оцелота (Leopardus pardalis), ягуарунді (Herpailurus yagouaroundi), сіру лисицю (Urocyon cinereoargenteus), ракуна-крабоїда (Procyon cancrivorus), смугастого свинорилого скунса (Conepatus semistriatus), низинну паку (Cuniculus paca), бразильського агуті (Dasyprocta leporina), рудохвосту вивірку (Sciurus granatensis), бразильського коенду (Coendou prehensilis), гуайрського щетинця (Proechimys guairae), венесуельську лазаючу мишу (Rhipidomys venezuelae), вечірню мишу Хуммелінка (Calomys hummelincki), південного опосума (Didelphis marsupialis), дев'ятипоясного броненосця (Dasypus novemcinctus) та американського тамандуа (Tamandua tetradactyla). Майже ендемічними представниками екорегіону є венесуельські бурі капуцини (Cebus brunneus) та рудобокі голохвості опосуми (Monodelphis palliolata).
Серед поширених в екорегіоні птахів слід відзначити червононогого татаупу (Crypturellus erythropus), рудогузу чачалаку (Ortalis ruficauda), бразильську горличку-інку (Columbina squammata), колібрі-рубіна (Chrysolampis mosquitus), пустельного канюка (Parabuteo unicinctus), великодзьобого канюка (Rupornis magnirostris), аргентинську каракару (Caracara plancus), американського лежня (Burhinus bistriatus), малу гілу (Melanerpes rubricapillus), буроплечого тіріку (Brotogeris jugularis), рудоволого аратингу (Eupsittula pertinax), гвіанського папугу-горобця (Forpus passerinus), північного сорокуша-малюка (Sakesphorus canadensis), чорноволого сорокуша-малюка (Thamnophilus melanonotus), строкатокрилу рестингу (Formicivora intermedia), блідого пію (Synallaxis albescens), гострохвостого манакіна-червононога (Chiroxiphia lanceolata), тропічного тирана (Tyrannus melancholicus), північного тиранчика-короткодзьоба (Sublegatus arenarum), південного тиранчика-довгодзьоба (Camptostoma obsoletum), білочеревого тітіріджі (Hemitriccus margaritaceiventer), золотолобого віреончика (Pachysylvia aurantiifrons), чагарникового віреончика (Hylophilus flavipes), білобрового різжака (Campylorhynchus griseus), тринідадську гутураму (Euphonia trinitatis), венесуельського трупіала (Icterus icterus), золотоголового трупіала (Icterus auricapillus), цитринового трупіала (Icterus nigrogularis), венесуельську саяку (Thraupis glaucocolpa), сірого червоночубика (Coryphospingus pileatus), чорноволого потроста (Melanospiza bicolor), рудобокого зернолуска (Saltator orenocensis), оливкового зернолуска (Saltator olivascens), блакитного цукриста (Dacnis cayana) та церебу (Coereba flaveola). 
Майже ендемічними представниками екорегіону є білокрилі голуби (Patagioenas corensis), вохристі колібрі (Leucippus fallax), жовтоплечі амазони (Amazona barbadensis), каракаські котори (Pyrrhura emma), венесуельські погоничі (Laterallus levraudi), червоні чижі (Carduelis cucullata), південні кардинали (Cardinalis phoeniceus) та білощокі тамаруго (Conirostrum leucogenys).

## Збереження
Територія екорегіону є однією з найбільш густонаселених у Венесуелі. Чагарники регіону значно постраждали від розчистки земель та надмірного випасу худоби, Більша частина з них була перетворена на сільськогосподарські угіддя, на яких вирощують рис, кукурудзу, цукрову тростину, маніоку, батат та бавовник. Природних саван та колючих лісів залишилася дуже мало.
Оцінка 2017 року показала, що 4335 км², або 6 % екорегіону, є заповідними територіями. Природоохоронні території включають: Національний парк Ель-Авіла, Національний парк Сан-Естебан, Національний парк Мочіма та Національний парк Анрі Піттьє.